# Blue Mound (Kansas)
Blue Mound è un comune degli Stati Uniti d'America, situato nello Stato del Kansas, nella contea di Linn.